# Chwałków
Chwałków – wieś w Polsce położona w województwie dolnośląskim, w powiecie świdnickim, w gminie Marcinowice.

## Historia
W Chwałkowie znaleziono najdalej na południe położone stanowisko archeologiczne z ceramiką ludów kultury Sukow-Dziedzice.
Podstawą utrzymania rodzin kultury Sukow-Dziedzice, zamieszkującej obszar powyżej Przesieki Śląskiej na przełomie VII i VIII wieku naszej ery było rolnictwo, czego dowodzą m.in. odnajdywane przez archeologów kamienie żarnowe produkowane m.in. w Chwałkowie.
W drugiej połowie XIX w. wybudowano we wsi pałac
Do istniejących od wieków kamieniołomów w Chwałkowie doprowadzono w przeszłości dwie bocznice kolejowe. Niepubliczna kolej wąskotorowa łączyła kamieniołomy z normalnotorową stacją Sobótka Zachodnia na wzniesionej w latach 1884–1898 linii kolejowej Wrocław – Świdnica.
W latach 1975–1998 miejscowość administracyjnie należała do województwa wałbrzyskiego.
Od 2007 roku w pobliżu wsi funkcjonuje współczesny kamieniołom granitu. Koncesja na wydobycie obowiązuje do roku 2036.

## Zabytki
Do wojewódzkiego rejestru zabytków wpisany jest:
- zespół pałacowy, z drugiej połowy XIX w.:
- pałac
- park

## Turystyka
Wyrobiska nieczynnych kamieniołomów w Chwałkowie stanowią położone najbliżej Wrocławia miejsca wspinaczki skalnej.
2021.06.04 Obecny właściciel zasypuje wyrobisko, nie ma możliwości uprawiania wspinaczki.